# 현무 (미사일)
현무(玄武)는 대한민국이 1970년대에 개발한 현무-1을 비롯한 현무 계열의 지대지유도탄을 말한다. 이름은 사신인 현무에서 유래하였다.

## 개요
현무 미사일로는 현무-1, 현무-2, 현무-3, 현무-4, 현무-5가 있으며, 탄도미사일과 순항미사일로 나뉜다.

## 종류
| 모델     | 사거리      | 유형                          | 비고      |
| -------- | ----------- | ----------------------------- | --------- |
| 현무-1   | 180km       | 탄도 미사일                   | 전량 퇴역 |
| 현무-2A  | 300km       | 탄도 미사일                   | 실전배치  |
| 현무-2B  | 500km       | 탄도 미사일                   | 실전배치  |
| 현무-2C  | 800-2,500km | 탄도 미사일                   | 실전배치  |
| 현무-3A  | 500km       | 순항 미사일                   | 실전배치  |
| 현무-3B  | 1,000km     | 순항 미사일                   | 실전배치  |
| 현무-3C  | 1,500km     | 순항 미사일                   | 실전배치  |
| 현무-3D  | 3,000km     | 순항 미사일                   | 개발완료  |
| 현무-4   | 500-3,000km | 탄도 미사일                   | 실전배치  |
| 현무 4-4 | 미상        | 잠수함 발사 탄도 미사일(SLBM) | 개발중    |
| 현무-5   | 600-5,500km | 탄도미사일                    | 개발완료  |

현무-2A는 기존의 현무-1 탄도 미사일의 사거리를 180km에서 300km로 연장한 것이다. 2006년 7월에 실전 배치되었다.(사일로에서 발사되는 방식이다.) 2014년 4월 사거리 500km인 현무-2B를 발사 실험하였고, 2015년에 실전배치를 하였다. 사거리 800km인 현무-2C는 현재 개발이 완료하여 시험 발사를 마쳤으며, 2017년에 실전 배치되었다.
현무-3A, 현무-3B, 현무-3C는 천룡 순항 미사일로 불렸었다. 현무-3, 천룡, 독수리는 모두 같은 미사일이다. 사거리 500km인 현무-3A는 실전배치가 되었다.
2006년 말 사거리 1,000km급인 현무-3B 순항 미사일의 시험발사를 성공했으며 2010년대초 北전역 족집게 타격 가능하고 양산에 성공해 실전배치했다.
장보고급 잠수함에서 발사가능한 현무-3C 순항 미사일을 개발하여 실전 배치하였고, 조선민주주의인민공화국 전역은 서울에서 500km 안이고 베이징은 서울에서 920km 떨어져 있으므로 사거리 1,000km 현무-3B 순항 미사일의 사거리에 들어오며 1,500km인 현무-3C 순항 미사일의 사거리에는 일본 전역과 중국의 수도 베이징을 포함한 중국 동부 주요지역들이 들어온다.
현무-3C보다 긴 사거리 3,000km 이상의 현무-3D의 개발이 완료된것으로 추측된다. 2020년 8월 2일에 한국판 벙커버스터인 현무-4에 대한 시험 발사에 성공하였다. 군 관계자는 2021년에 본격 양산한다고 하였다.
그리고 2021년 9월 15일 세계 7번째로 잠수함 발사 탄도미사일을 도산안창호함에서 발사하여 디젤잠수함으로는 최초로 성공하였다.

### 현무2
2012년 4월 19일 한국은 현무2를 공개했다. 미국산 나이키 허큘리스 미사일인 현무-1과는 전혀 다른 미사일로 밝혀졌다. 러시아의 이스칸데르 미사일과 동일한 외양이었다. 사거리 300km인 현무-2A, 500km인 현무-2B, 800-2,500km인 현무-2C가 있다.

## 같이 보기
- 대한민국의 로켓 개발
- 장보고급 잠수함
- 벙커버스터